# BMW în Formula 1
Producătorul german de autovehicule BMW a fost implicat în Formula 1 sub diferite forme de la inaugurarea Campionatului Mondial al Piloților în 1950. Compania a intrat ocazional în curse în anii 1950 și 1960 (adesea sub regulamentul Formulei 2), înainte de a construi motorul M12/13 turbo cu 4 cilindri în linie în anii 1980. Acest motor a fost rezultatul unei înțelegeri între BMW și Brabham, care a dus la dintre cele două entități din 1982 până în 1987, perioadă în care Nelson Piquet a câștigat campionatul din 1983 la volanul unui Brabham BT52-BMW. De asemenea, BMW a furnizat M12/13 și echipelor ATS, Arrows, Benetton și Ligier în această perioadă, cu diferite grade de succes. În 1988, Brabham s-a retras temporar din sport, iar BMW și-a retras sprijinul oficial pentru motoare, care erau folosite în continuare de echipa Arrows sub insigna Megatron. Motoarele cu turbocompresor au fost interzise de Regulamentele Tehnice de Formula 1 revizuite pentru 1989, făcând modelul M12/13 depășit.
BMW a decis să se întoarcă în Formula 1 la sfârșitul anilor 1990, semnând un contract exclusiv cu echipa Williams, care avea nevoie de un nou furnizor de motoare pe termen lung după retragerea lui Renault în 1997. Programul a dus la crearea unui nou motor V10 care și-a făcut debutul în 2000 cu monopostul Williams FW22. În anul următor, parteneriatul a adus din nou Williams la statutul de echipă de top, câștigând ocazional curse, dar campionatul dorit nu a venit niciodată din cauza dominanței lui Michael Schumacher și Ferrari în prima jumătate a anilor 2000. Până în 2005, relația dintre BMW și Williams s-a deteriorat, iar BMW în schimb să cumpere echipa rivală Sauber.
Proiectul BMW Sauber a durat din 2006 până în 2009 și a dus la o creștere substanțială a competitivității pentru fosta echipă elvețiană privată. Două clasări de podium în primul an au fost urmate de un solid loc trei în Campionatul Constructorilor din 2007 (care a devenit locul doi atunci când McLaren a fost descalificată). În 2008, Robert Kubica a câștigat singura cursă a echipei, Marele Premiu al Canadei din 2008, și a condus campionatul piloților la un moment dat, dar echipa a ales să se concentreze pe dezvoltarea mașinii sale din 2009 și a scăzut în performanță până la sfârșitul sezonului. Sezonul 2009 a fost o dezamăgire majoră întrucât șasiul F1.09 s-a dovedit a fi necompetitiv. În combinație cu recesiunea financiară globală și frustrările companiei cu privire la limitările reglementărilor tehnice actuale în dezvoltarea tehnologiei relevante pentru mașinile rutiere, BMW a ales să se retragă din sport, vânzând echipa înapoi fondatorului Peter Sauber.

## Participări în anii 1950 și 1960
Primii ani ai Campionatului Mondial al Piloților de după război au văzut mașinile de curse BMW private, bazate pe șasiul BMW 328 interbelic, înscrise în Marele Premiu al Germaniei din 1952 și 1953. Mașinile BMW au fost, de asemenea, înscrise și de companiile Alex von Falkenhausen Motorenbau (AFM) și Veritas în curse ocazionale din 1951 până în 1953. Înscrierile au avut loc în această perioadă deoarece campionatul s-a desfășurat efectiv conform regulamentelor de Formula 2, permițând mașinilor BMW să ia parte. Printre modelele 328 modificate a fost unul propulsat de un motor-spate (cunoscut sub numele de „Heck”, termenul auto german pentru „spate”), o caracteristică de design care a devenit standard în Formula 1 la începutul anilor 1960, după succesul ulterior al echipei Cooper.

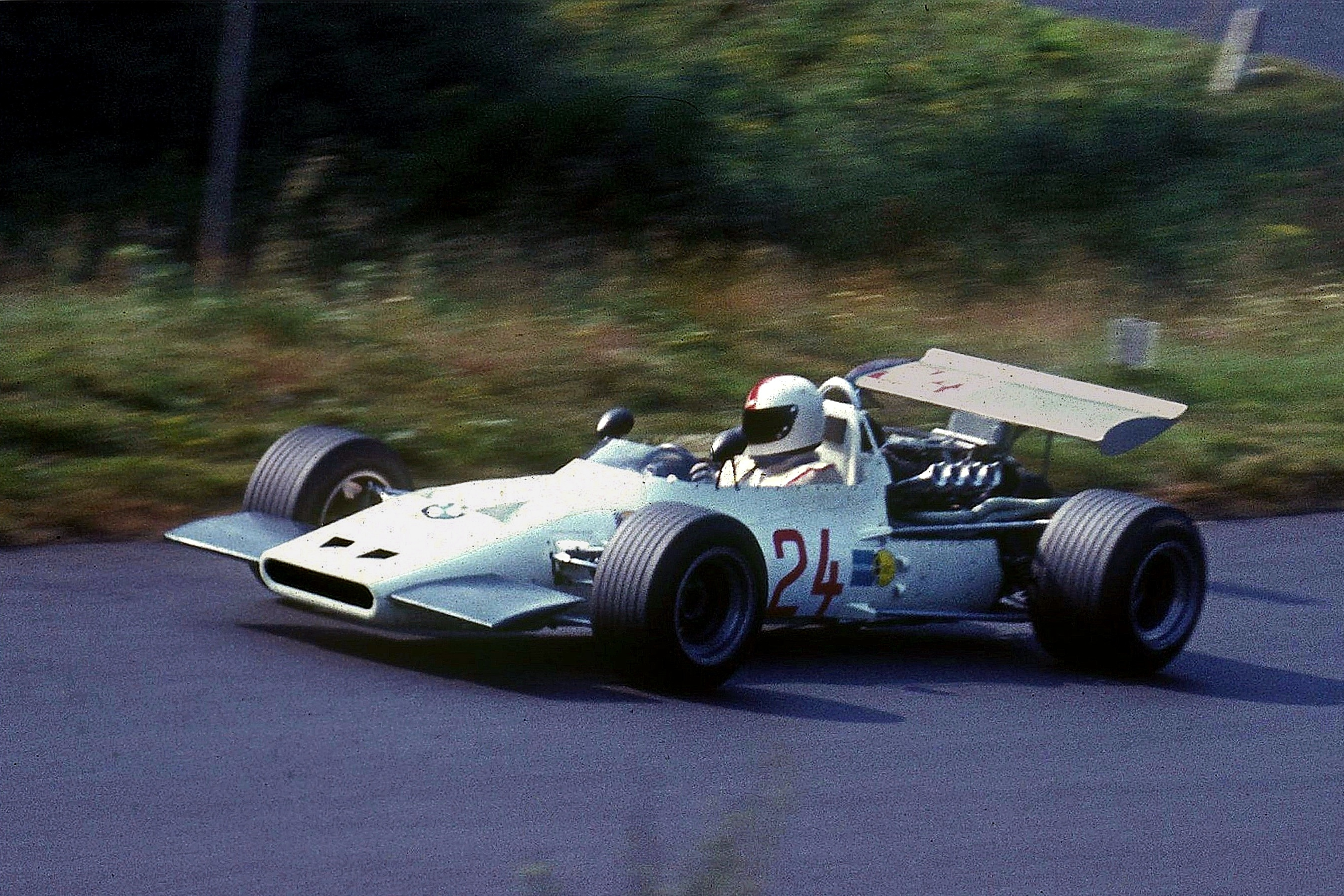
Gerhard Mitter a decedat ca urmare a accidentului suferit la volanul mașinii sale, BMW 269 F2, în timpul antrenamentelor pentru.

În anii 1960, Marele Premiu German de Formula 1 a fost adesea ținut concomitent cu o cursă de Formula 2 pe același circuit, permițând să ia parte mașinilor BMW F2. În 1967, BMW a intrat cu Hubert Hahne într-un șașiu Lola F2 propulsat de un motor BMW mărit, ceea ce însemna că se conforma cu reglementările de Formula 1, în timp ce David Hobbs a fost introdus de Lola în aceeași combinație cu motorul BMW mai mic, standard. Pentru cursa din 1968, Hahne s-a întors cu combinația din anul precedent și a terminat al zecelea, cel mai bun rezultat al BMW până în acest moment din istoria sa de Formula 1. Apoi, BMW a intrat cu trei din propriile șasiuri 269 F2 pentru cursa din 1969, pentru trio-ul Hahne, Gerhard Mitter și Dieter Queter, dar Mitter a fost rănit fatal într-un accident în antrenamente, iar restul echipei s-a retras ulterior din cursă.

## Furnizor de motoare

### Brabham, ATS, Arrows, Benetton și Ligier (1982–1988)
După începerea în 1977 a proiectului Renault de Formula 1 cu un motor turbo și succesul crescând ulterior, BMW a decis să-și dezvolte propriul motor turbo pentru acest sport, program pe care l-a anunțat presei în aprilie 1980. Motorul era bazat pe unitatea M10, un motor cu patru cilindri, de 1,5 litri, aspirat natural, care fusese proiectat inițial la sfârșitul anilor 1950. Derivatul său de curse, M12 a fost, de asemenea, folosit în curse de-a lungul perioadei intermediare, câștigând curse în Formula 2 și alte categorii. În 1979 și 1980, BMW a furnizat o flotă de mașini M1 identice pentru Formula 1 și alți piloți profesioniști pentru a concura în Campionatul BMW M1 Procar, ale cărui runde au avut loc în weekend-urile curselor de Mare Premiu, întărind astfel legăturile mărcii cu acest sport. În același timp, Jochen Neerpasch a supravegheat dezvoltarea de către Paul Rosche a unui prototip de motor turbo de 1,4 litri, care a dezvolta 600 CP la o presiune de 2,8 bar. Era echipat cu un singur turbocompresor Kühnle, Kopp & Kausch (KKK) și electronice Bosch, inclusiv injecția de combustibil. Acest motor a stat la baza designului M12/13, unitatea de curse pe care BMW a furnizat-o în cele din urmă către cinci echipe din 1982 până în 1988.

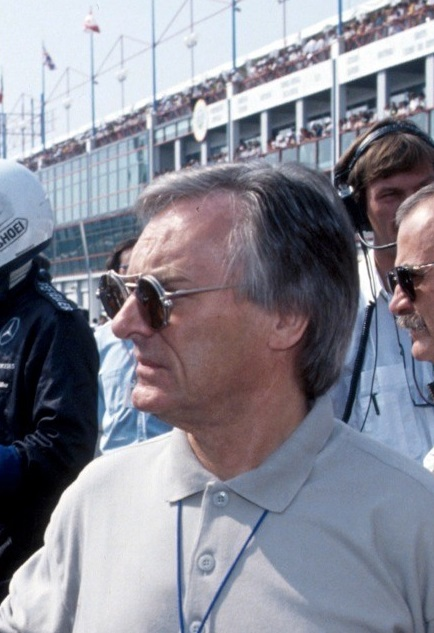
Bernie Ecclestone, proprietarul echipei Brabham, a semnat un acord cu BMW pentru furnizarea de motoare M12/13 în.

Au avut loc discuții inițiale cu dublul campion mondial Niki Lauda și McLaren pe tema unui parteneriat în 1980, dar conducerea BMW a respins cererea lui Neerpasch pentru program. Neerpasch și-a părăsit apoi poziția pentru a se alătura mărcii franceze Talbot, care plănuia să intre în Formula 1, în acest caz cu echipa Ligier. Neerpasch aranjase vânzarea motorului M12/13 al lui Rosche către Talbot, dar Rosche și succesorul lui Neerpasch, Dieter Stappert, a protestat cu succes în fața consiliului de administrație că o astfel de întreprindere merită un angajament total de lucru, în special pentru faptul că M12/13 fusese derivat dintr-un motor de mașină rutieră de producție și a însemnat că succesul potențial ar putea fi extrem de valoros pentru BMW din punct de vedere al marketingului și al vânzărilor. BMW a negociat astfel o furnizare exclusivă de motoare M12/13 către echipa Brabham.
Testarea modelului M12/13 a început la sfârșitul anului 1980 cu un șasiu Brabham BT49 convertit pentru a accepta motorul. Designerul echipei, Gordon Murray, a proiectat o mașină nouă, BT50, pentru motor, dar nu a fost finalizată până la începutul sezonului 1981. BT50 avea un ampatament mai lung și o celulă de combustie mai mare decât BT49 pentru a se adapta cerințelor motorului turbo mai puternic și a fost, de asemenea, una dintre primele mașini de Formula 1 care au prevăzut telemetrie la bord ca mijloc de monitorizare a injecției de combustibil a motorului. Pilotul principal al echipei, Nelson Piquet, a testat BT50 pe tot parcursul anului 1981, dar mașina s-a dovedit a fi nefiabilă în mod cronic până când Bosch a introdus la sfârșitul anului un sistem digital de management electronic, care a îmbunătățit imediat situația. BT50 a avut o apariție solitară la Marele Premiu al Marii Britanii din 1981, unde Piquet a stabilit un timp de calificare cu 0,7 secunde mai lent decât efortul său în modelul BT49 cu motorul Cosworth DFV. BT50 s-a descurcat prost, dar a înregistrat 309 km/h pe linie dreaptă, cu aproximativ 24 km/h mai rapid decât BT49. Între timp, Brabham a câștigat campionatul piloților cu Piquet, care a condus BT49 pe tot parcursul sezonului.
Brabham a început sezonul 1982 la Marele Premiu al Africii de Sud cu două șasiuri BT50 ce aveau motorul BMW, unde Piquet și Riccardo Patrese s-au calificat pe locul doi, respectiv al patrulea, dar s-au retras la începutul cursei. Directorul echipei Bernie Ecclestone a fost sub presiunea sponsorului de titlu al echipei, Parmalat, pentru a apăra campionatul lui Piquet și a optat să concureze cu șasiul BT49 alimentat de Cosworth la Marele Premiu al Braziliei, pe care Piquet l-a câștigat, dar ulterior a fost descalificat pentru eludarea limitei minime de greutate prin rularea „frânelor răcite cu apă”. Ambii piloți au concurat cu BT49 și la Long Beach, însă echipa a boicotat apoi Marele Premiu al statului San Marino, ca parte a războiului FISA-FOCA în curs. Pentru cursa următoare, Marele Premiu al Belgiei, Piquet și Patrese au trecut înapoi la BT50, dar Piquet a terminat la trei tururi în spatele câștigătorului, iar Patrese s-a retras. Pe măsură ce relația dintre Brabham, BMW și Parmalat a devenit tensionată, Ecclestone a fost forțat să facă compromisuri, Piquet continuând dezvoltarea BT50, în timp ce Patrese a concurat cu șasiul propulsat de Cosworth. La Marele Premiu al Principatului Monaco, Patrese a câștigat, în timp ce Piquet a fost mai lent cu două secunde în calificări și s-a retras din cursă. Punctul cel mai de jos al implicării BMW în Formula 1 a venit până acum la Marele Premiu de la Detroit, unde problemele de fiabilitate ale motorului l-au împiedicat pe Piquet să se califice.
Totuși, performanța BMW s-a îmbunătățit brusc la următoarea cursă din Canada, unde condițiile răcoroase s-au potrivit cu motoarele turbo și i-au permis lui Piquet să câștige cursa în fața lui Patrese (încă în BT49), pentru a înregistra prima victorie pentru BMW în Formula 1. Pentru restul sezonului, ambii piloți au concurat cu BT50 și au folosit strategia radicală a lui Murray de o oprire la boxe planificată pentru realimentarea la jumătatea cursei și pentru a rula în fața terenului în numeroase ocazii. Totuși, mașina era încă nefiabilă, limitându-i pe Piquet și Patrese la doar patru curse suplimentare încheiate fără retragere înainte de sfârșitul sezonului. Competitivitatea motorului BMW a fost demonstrată de faptul că Piquet s-a retras din fruntea Marelui Premiu al Marii Britanii, Franței și Germaniei, în timp ce Patrese s-a retras, de asemenea, din fruntea Marelui Premiu al Austriei. Patrese a asigurat, de asemenea, primul tur rapid pentru BMW la Marele Premiu al Franței, în timp ce Piquet a ocupat primul pole position al mărcii la cursa din Austria.
În 1983, fiabilitatea îmbunătățită a motorului BMW din noul BT52 i-a permis lui Piquet să câștige Campionatul Piloților, după ce l-a depășit pe Alain Prost (Renault) în clasamentul la puncte. Brabham a terminat, de asemenea, pe locul al treilea în Campionatul Constructorilor, deși lipsa de consistență a lui Patrese în a doua mașină a împiedicat echipa să concureze pentru acest titlu. Piquet a câștigat trei curse, iar Patrese a câștigat cursa finală a sezonului. De asemenea, BMW a început să furnizeze motoare echipei germane ATS în acest sezon, dar singurul pilot, Manfred Winkelhock, nu a reușit să marcheze vreun punct.
Pentru 1984, BMW s-a extins la trei echipe, furnizând M12/13 și către Arrows. Șasiul A7 al echipei nu era gata la începutul sezonului, iar piloții Marc Surer și Thierry Boutsen au condus șasiul A6 cu motor Cosworth în zece din cele 32 de intrări, dar au obținut trei puncte cu motoarele BMW mai târziu în cursul anului. ATS, din nou nu a reușit să înscrie nici cu Winkelhock, nici cu Gerhard Berger și s-a retras din sport la sfârșitul sezonului. În fruntea terenului, Piquet nu a putut să-și apere titlul, care a fost dominat de cei doi piloți McLaren, Niki Lauda și Prost. Piquet a ocupat nouă pole position-uri în timpul sezonului, dar s-a retras din același număr de curse, iar McLaren-urile au fost de obicei mai rapide în condiții de cursă. Al doilea Brabham a fost ocupat în majoritatea curselor de Teo Fabi, care a încercat să concureze într-un sezon complet de IndyCars, dar a trecut complet la F1 la jumătatea anului. Datorită angajamentelor sale americane, a ratat trei curse, în care a fost înlocuit de fratele său, Corrado. Winkelhock a mai concurat pentru echipă în ultima cursă a sezonului, după ce tatăl lui Fabi a murit cu puțin timp înainte de eveniment.

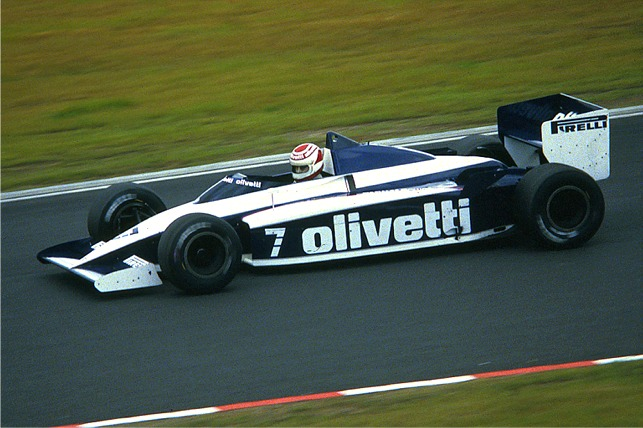
Asocierea dintre BMW și Brabham a durat din până în. În imagine, Nelson Piquet conduce un Brabham BT54 cu motor BMW la.

În 1985, Brabham a trecut la anvelopele Pirelli, care anterior nu au fost foarte competitive împotriva furnizorilor consacrați, Goodyear și Michelin, în speranța că compania italiană ar putea oferi anvelope personalizate care să se potrivească în special noului șasiu BT54. Aceasta s-a dovedit a fi o judecată greșită, deoarece Piquet a câștigat doar o cursă - Marele Premiu al Franței - iar echipa a coborât de pe locul patru pe cinci în Campionatul Constructorilor. Echipa a avut din nou o politică clară a pilotului numărul unu, cel de-al doilea scaun fiind împărțit, de data aceasta între François Hesnault și Marc Surer. În schimb, Arrows au avut un sezon mult îmbunătățit, marcând 17 puncte cu Berger și Thierry Boutsen, reușind inclusiv o clasare pe podium pentru acesta din urmă la Marele Premiu al statului San Marino.

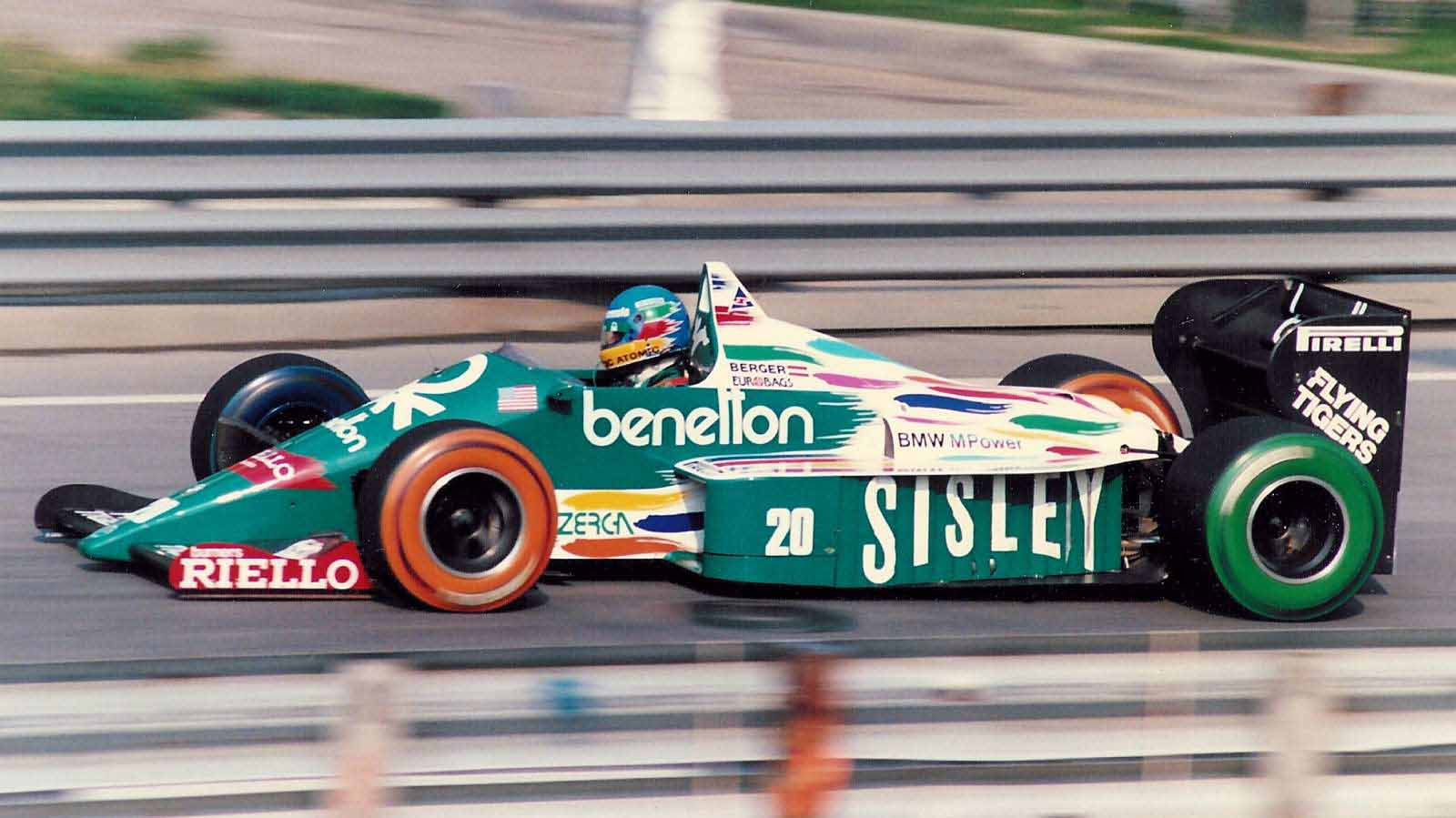
Benetton a fost singura echipă furnizată cu M12/13, în afară de Brabham, care a câștigat o cursă.

Pentru sezonul 1986, Murray a proiectat șasiul radical BT55, al cărui obiectiv a fost să reducă semnificativ frecarea cu aerul a mașinii și să-și coboare centrul de greutate. BMW a produs motorul M12/13/1 care a fost înclinat lateral pentru a se încadra în spațiul redus alocat motorului. În ciuda avantajelor sale teoretice, BT55 s-a dovedit a fi necompetitiv, suferind de o tracțiune slabă și de numeroase defecțiuni mecanice cauzate de probleme de epurare a uleiului în motorul înclinat. Mai mult, echipa a suferit moartea lui Elio de Angelis într-un accident de testare după patru curse; Înlocuitorul său, Derek Warwick, și Patrese au marcat amândoi două puncte în tot sezonul. De asemenea, echipa Arrows a scăzut din nou, marcând doar un punct cu Boutsen, Surer și Christian Danner, și a pierdut, de asemenea, serviciile lui Surer la jumătatea sezonului, când pilotul elvețian a fost rănit grav într-un accident de raliu. Cel mai de succes parteneriat al BMW din 1986 a fost astfel alături de noua echipă Benetton, care a marcat 19 puncte, a câștigat Marele Premiu al Mexicului și a luat două pole position-uri cu Berger și Teo Fabi. Arrows și Benetton au continuat să folosească versiunea originală „verticală” a motorului M12/13.
În 1987, BMW și-a redus angajamentul total de lucru pentru furnizarea exclusivă către Brabham; echipa a produs șasiul BT56 mai conservator și a marcat zece puncte cu Patrese, Andrea de Cesaris și Stefano Modena. La sfârșitul anului, proprietarul echipei, Bernie Ecclestone, care era din ce în ce mai implicat în conducerea laturii comerciale a sportului, a decis să nu concureze în anul următor, punând capăt mandatului BMW ca furnizor de motoare turbo de fabrică. Echipa Arrows, totuși, era încă dornică să folosească versiunea verticală a M12/13 și a aranjat ca sponsorul său principal, USF&G, să cumpere stocul rămas. Motoarele au fost denumite drept „Megatron” și au fost folosite pentru a propulsa mașinile Arrows în 1987 și 1988, iar echipa Ligier doar în 1987. Arrows a terminat pe locul cinci în Campionatul Constructorilor în ultimul dintre aceste două sezoane, cel mai bun rezultat din istoria de 25 de ani a echipei.
Pentru 1989, reglementările tehnice au fost modificate pentru a interzice motoarele turbo, astfel că modelul M12/13 a devenit inutilizabil. În timpul său în F1, motorul a câștigat Campionatul Piloților din 1983 și nouă Mari Premii. De asemenea, a luat 14 pole position-uri și a stabilit 13 cele mai rapide tururi.

### Williams (2000-2005)
După o absență de zece ani din Formula 1, BMW a început să evalueze revenirea la acest sport la sfârșitul anilor 1990. În 1998, marca a semnat un contract pentru a furniza motoare echipei Williams. Williams a câștigat Campionatele Piloților din 1992, 1993, 1996 și 1997 și Campionatele Constructorilor în toți acești ani, precum și în 1994, într-un parteneriat de succes cu Renault, dar compania franceză s-a retras din acest sport la sfârșitul anului 1997, lăsându-l pe proprietarul echipei, Frank Williams, și pe directorul tehnic, Patrick Head, în căutare de un nou parteneriat pentru motoare pentru a rămâne competitivi. Pe măsură ce BMW a petrecut 18 luni construind și testând un motor V10 de trei litri cu aspirație naturală pentru a se conforma cu reglementările tehnice care se schimbaseră semnificativ din anii 1980, echipa a folosit motoare vechi Renault redenumite mai întâi în Mecachrome și apoi Supertec.

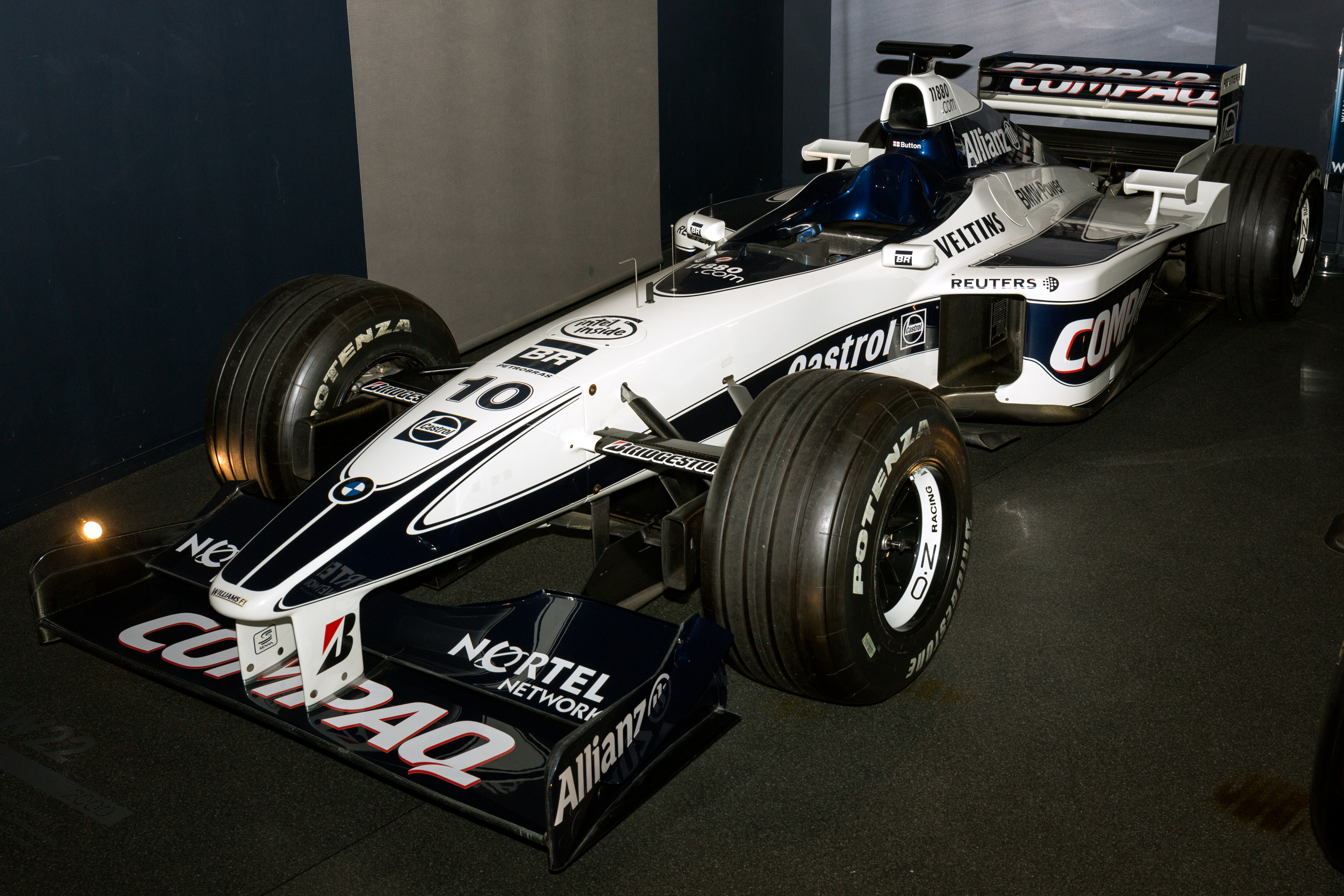
BMW a început parteneriatul de șase ani cu Williams în.

Motorul E41 al BMW a fost gata să concureze în sezonul 2000, montat în șasiul FW22 și condus de Ralf Schumacher și Jenson Button. Schumacher a obținut un podium în prima cursă a motorului și a adăugat încă două pe parcursul sezonului. O serie de clasări consistente în puncte au însemnat că Williams a terminat pe locul trei în Campionatul Constructorilor, la ceva distanță în spatele echipelor dominante Ferrari și McLaren, dar înaintea producătorilor de motoare cu experiență mai recentă.
După modelul E41 relativ conservator, BMW a proiectat motorul P80 mai agresiv pentru 2001, o numerotare de bază care a fost menținută pentru restul implicării companiei în Formula 1. Motorul s-a dovedit imediat a avea o îmbunătățire semnificativă a puterii și i-a propulsat pe Schumacher și pe noul coechipier Juan Pablo Montoya în lupta pentru victoriile în cursă. În total, cei doi piloți au obținut patru victorii, dar au pierdut alte oportunități din cauza lipsei de fiabiliate și a incidentelor în curse. De asemenea, șasiului FW23 îi lipsea forța aerodinamică maximă pentru a concura cu piloții Ferrari și McLaren pe fiecare circuit, deși era echipa de top la „circuite de putere” precum Hockenheimring și Monza.
Pentru 2002, fiabilitatea și consistența șasiului FW24 au fost mult îmbunătățite, dar Ferrari a făcut și ea un pas semnificativ înainte cu propriul șasiu F2002 și a dominat ambele campionate. Echipa a acumulat cu douăsprezece puncte mai mult decât în anul precedent și a învins McLaren pentru locul doi în Campionatul Constructorilor, dar a câștigat doar o singură cursă prin Schumacher la Marele Premiu al Malaeziei. Mai mult, Montoya nu a reușit să câștige vreo cursă, în ciuda faptului că a ocupat șapte pole position-uri.

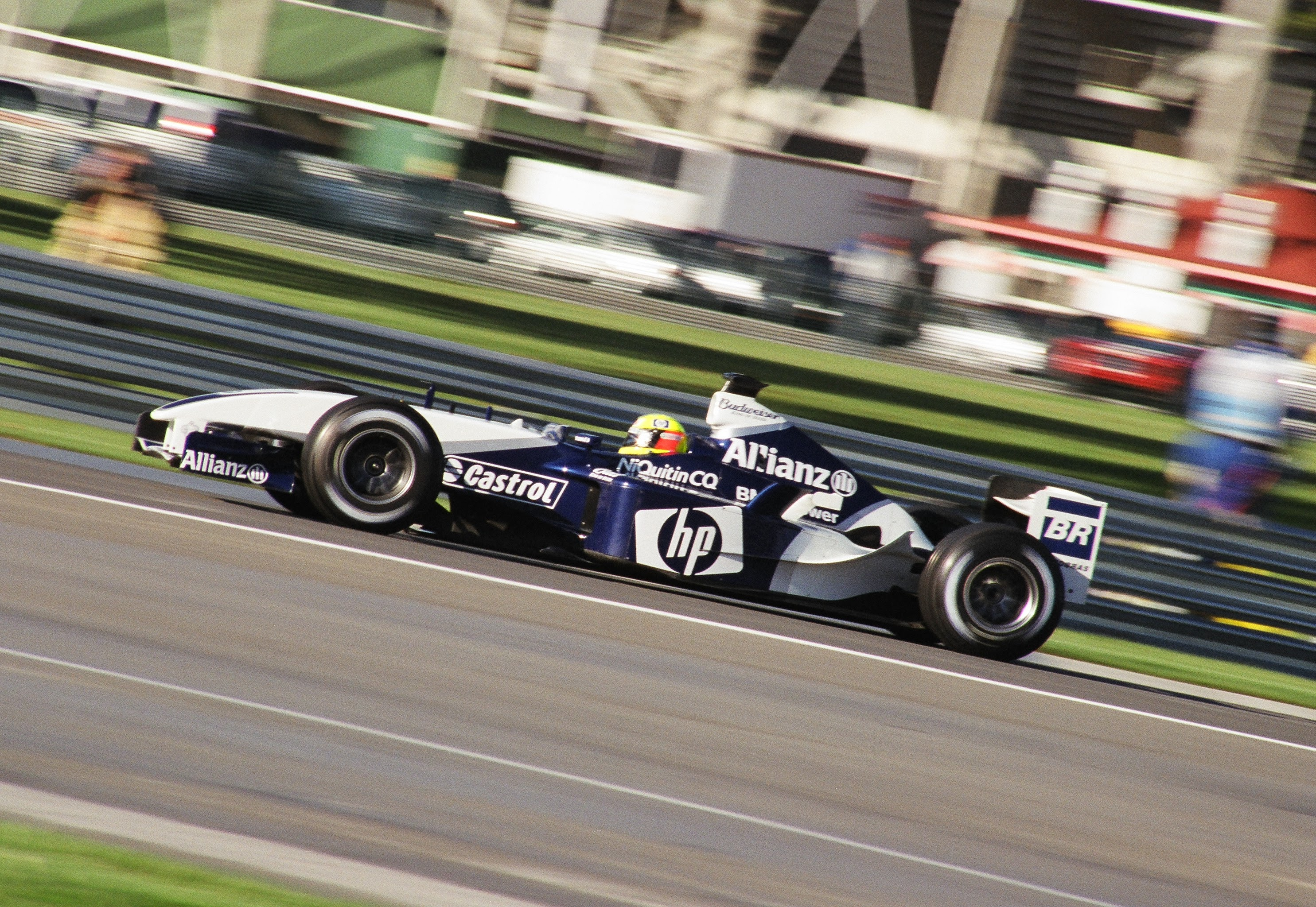
Ralf Schumacher la Marele Premiu al Statelor Unite din 2003. Sezonul a fost cel mai de succes dintre cele șase ale lui Williams folosind motoare BMW.

Echipa Williams a fost mai competitivă în 2003 întrucât ambii piloți au câștigat fiecare câte două curse, iar Montoya a rămas în competiție pentru Campionatul Piloților până la penultima cursă a sezonului. Cu toate acestea, a ratat titlul pe final, la fel ca și echipa în Campionatul Constructorilor deoarece, deși FW25 a fost adesea mașina de învins în a doua jumătate a sezonului, a durat prea mult timp până a se ajunge în acest punct.
Pentru 2004, echipa a produs șasiul FW26 care avea o secțiune radicală a nasului, proiectată de Antonia Terzi. Acest design s-a dovedit însă a fi ineficient într-un alt an de dominație Ferrari, iar Williams a alunecat pe locul patru în Campionatul Constructorilor, victoria lui Montoya în Marele Premiu al Braziliei fiind singura victorie din sezonul 2004. Înainte de acest rezultat, echipa a suferit rușinea unei duble descalificări din Marele Premiu al Canadei din cauza neregulilor în conductele de frână, iar apoi Schumacher a suferit leziuni ale coloanei vertebrale ca urmare a unui accident de mare viteză la Marele Premiu al Statelor Unite, care l-a făcut să rateze șase curse până și-a revenit. Ambii piloți au părăsit echipa la sfârșitul sezonului.

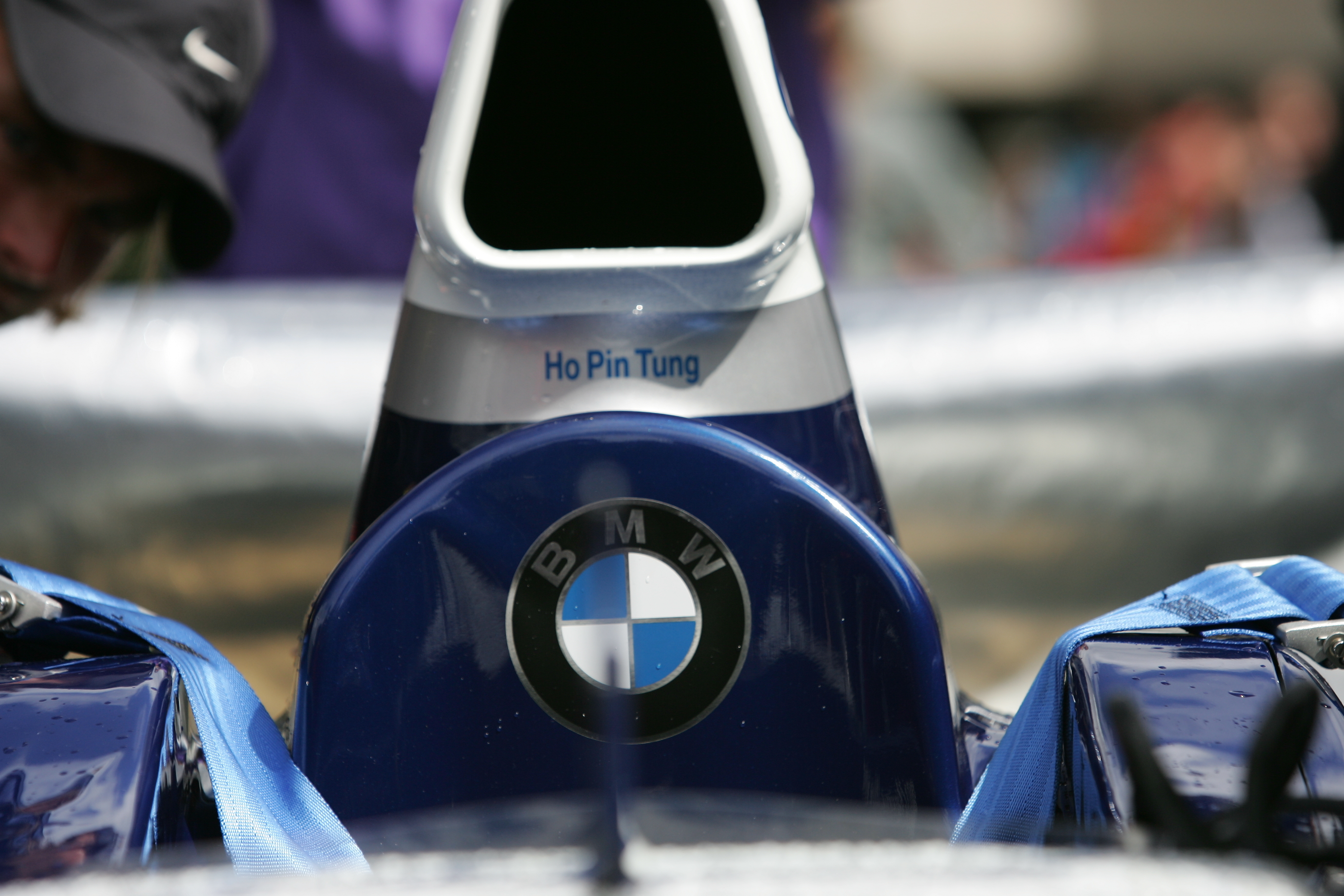
Williams a încheiat colaborarea cu BMW la sfârșitul sezonului.

Ultimul an al asocierii BMW cu Williams, 2005, a văzut declinul competitivității echipei în continuare, coborând pe locul cinci în Campionatul Constructorilor. Niciunul dintre cei trei piloți ai echipei — Mark Webber, Nick Heidfeld și Antônio Pizzonia — nu a reușit să câștige vreo cursă; Cel mai bun rezultat al echipei a fost un dublu podium la Marele Premiu al Principatului Monaco. În acest moment, relația echipei cu furnizorul său de motoare s-a deteriorat, BMW crezând că motoarele sale erau capabile să câștige campionate, dar erau dezamăgiți de șasiul Williams pe care îl propulsau. BMW s-a oferit să cumpere echipa complet în speranța de a câștiga controlul general asupra eforturilor sale în Formula 1, dar Frank Williams a refuzat; ca urmare, BMW a ales să cumpere în schimb echipa rivală Sauber pentru 2006 și să încheie afacerea cu Williams.

## BMW Sauber

### Un constructor german în Formula 1 după 17 ani
În iunie 2005, Peter Sauber a anunțat că a semnat un acord privind preluarea totală a producătorului german BMW asupra echipei sale. Echipa este gestionată de Mario Theissen care decide să-l angajeze pe Nick Heidfeld ca pilot, el cunoscând deja motorul bavarez de la Williams în 2005, în timp ce campionul mondial din 1997, Jacques Villeneuve, a onorat contractul său de doi ani cu Sauber. Robert Kubica a fost semnat ca al treilea pilot al echipei. Echipa a continuat să folosească facilitățiile Sauber, în mare parte pentru construcția șasiului și testarea tunelului eolian, în timp ce sediul BMW din München a fost responsabil de construirea noului motor P86 V8 de 2,4 litri, revizuirea reglementărilor tehnice forțând o schimbare în F1 de la motoarele V10 de 3 litri. Acest lucru a înlocuit motoarele Ferrari cu insemnele Petronas pe care echipa le-a folosit din 1997. Sponsorii principali ai echipei Sauber, Petronas și Credit Suisse, și-au reînnoit contractele cu BMW. De asemenea, echipa a anunțat un parteneriat tehnic cu compania de tehnologie Intel. Noua schemă de culori a echipei, menținută pe tot parcursul ei în Formula 1, a constat în tradiționalul BMW albastru și alb cu tentă de roșu.

### Sezonul din 2006

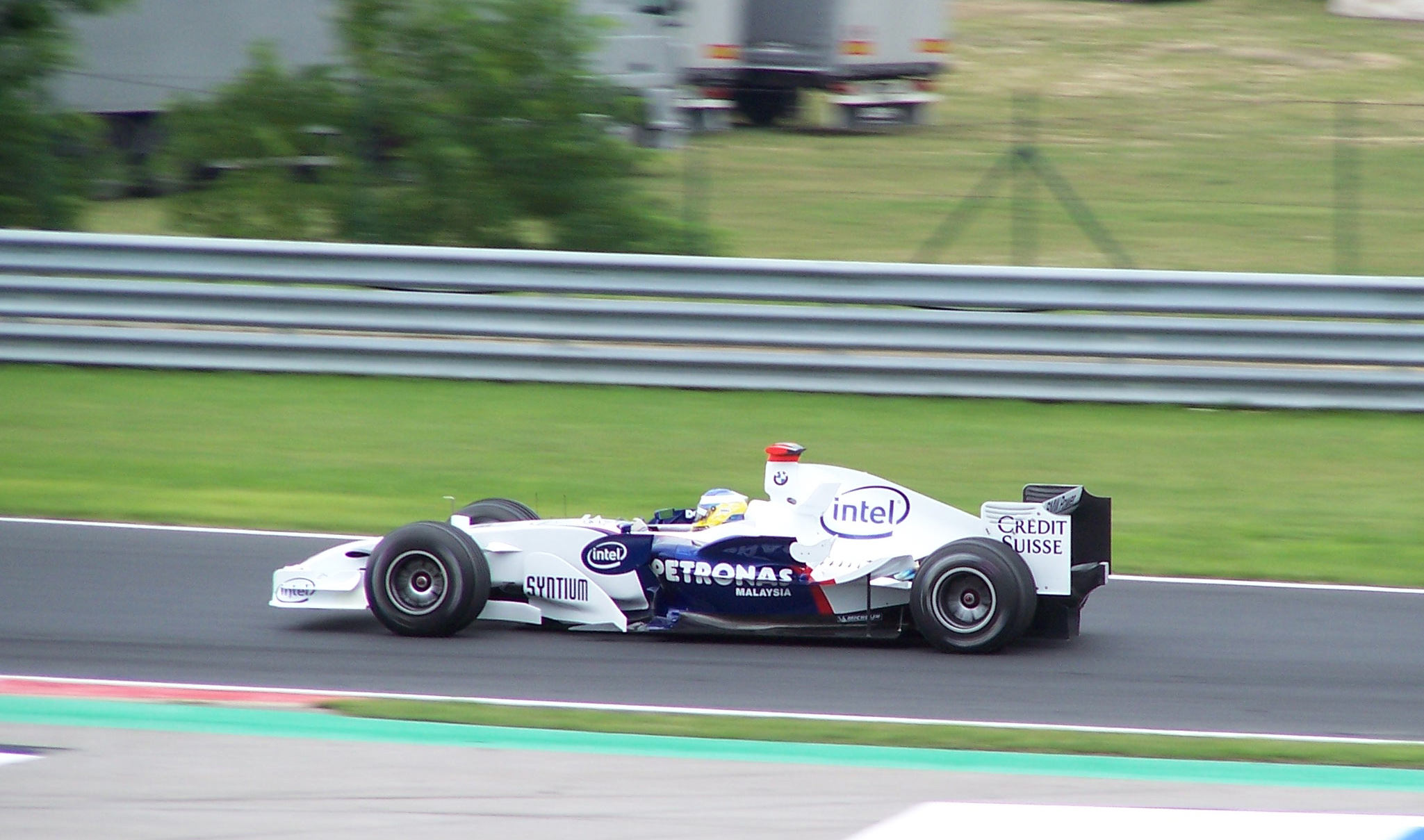
Nick Heidfeld a marcat primul podium al echipei la Marele Premiu al Ungariei din.

Villeneuve a adunat primele puncte ale echipei cu un loc șapte la Marele Premiu al Malaeziei, după ce Heidfeld s-a retras de pe locul cinci cu o defecțiune la motor. În primele două treimi ale sezonului, piloții au acumulat puncte cu o succesiune de finalizări pe locul șapte și opt, plus un loc patru pentru Heidfeld la Marele Premiu al Australiei.
Heidfeld a marcat primul podium al echipei la Marele Premiu al Ungariei, după ce a pornit al zecelea de pe grila de start. Această cursă a marcat și debutul lui Robert Kubica, care l-a înlocuit pe Villeneuve după ce acesta din urmă s-a izbit puternic la Marele Premiu al Germaniei precedent. Kubica a terminat al șaptelea, deși ulterior a fost descalificat după ce s-a găsit că mașina sa era sub limitele de greutate. Motivul oficial al absenței lui Villeneuve a fost acela că se reface din accidentul său anterior, dar ulterior echipa a anunțat că schimbarea pilotului este permanentă. Kubica a marcat cel de-al doilea podium al sezonului la Marele Premiu al Italiei, după ce s-a menținut pe locul trei pentru cea mai mare parte a cursei și a condus cursa pentru puțin timp pe parcursul primei runde de opriri la boxe, în timp ce Heidfeld a terminat pe opt. Echipa a acumulat în total 36 de puncte pentru a termina pe locul cinci în Campionatul Constructorilor, o îmbunătățire cu 20 de puncte față de poziția a opta a echipei Sauber în 2005.

### Sezonul din 2007
Pe 19 octombrie 2006, BMW a anunțat că Robert Kubica îl va avea ca partener pe Nick Heidfeld pentru sezonul de Formula 1 din 2007, cu Sebastian Vettel preluând rolul de pilot de teste și de rezervă. Mai târziu, Timo Glock a fost semnat ca al doilea pilot de teste al echipei. Echipa a lansat mașina sa din 2007, F1.07, pe 16 ianuarie 2007.

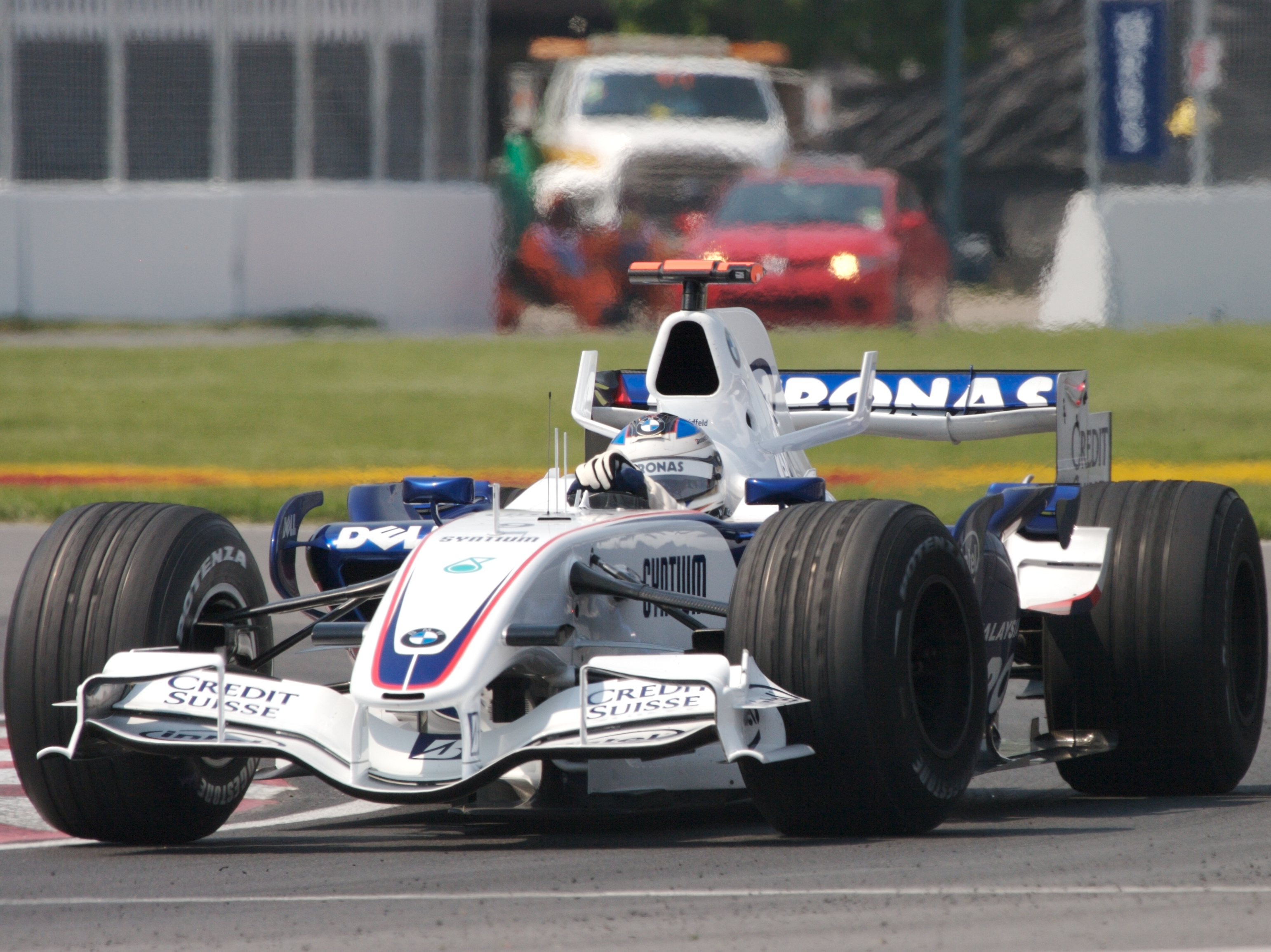
Heidfeld a terminat pe locul 2 în Marele Premiu al Canadei din, cea mai bună clasare a echipei din sezon.

În acest sezon, echipa BMW Sauber urmărește o poziție mai bună, iar din afara sezonului, speranțele sale par să fie realizabile având în vedere perioadele excelente în timpul testărilor de iarnă. De fapt, BMW va fi în 2007 a treia forță a terenului, de la început până la sfârșit. Dar dacă F1.07 este mult mai rapid decât mașinile de la mijlocul clasamentului (Williams, Renault și Red Bull), rămâne foarte departe de invincibilele Ferrari și McLaren-Mercedes. Astfel, Heidfeld și Kubica își vor petrece toate cursele într-un anumit anonimat, adesea între locul patru și opt în clasament, dar fiabilitatea bună a mașinii lor le oferă multe puncte.
Cu toate acestea, directorul echipei Mario Theissen a declarat câteva probleme de fiabilitate înaintea cursei de deschidere a sezonului în Australia. Kubica s-a retras de pe locul patru cu o problemă la cutia de viteze, dar Heidfeld a preluat poziția și a ținut-o până la sfârșitul cursei. După primle curse ale sezonului, echipa reușea rezultate onorabile iar dezvoltările tehnice țineau pasul cu cele două echipe din față, drept urmare, Theissen spunea că diferența de performanță dintre BMW Sauber și cele două echipe de vârf a fost mai mică decât diferența dintre BMW Sauber și echipele din spatele ei.
Marele Premiu al Canadei a adus un noroc mixt pentru echipă. În timp ce Heidfeld a obținut cel mai bun rezultat al echipei de până acum cu un loc doi, Kubica a suferit un accident teribil. Presa a declarat înițial că Kubica și-a rupt piciorul, dar mai târziu s-a dovedit că a scăpat doar cu o gleznă luxată și o contuzie. Sebastian Vettel i-a ocupat locul în Marele Premiu al Statelor Unite, debutând astfel în Formula 1 și a terminat pe locul opt, prin urmare, a devenit cel mai tânăr pilot care a înscris un punct în Campionatul Mondial de Formula 1. Mai târziu în sezon, Vettel a plecat de la echipă pentru a ocupa un loc de cursă pentru Scuderia Toro Rosso.
Kubica a revenit la Marele Premiu al Franței și și-a dovedit recuperarea terminând pe poziția a patra. În restul sezonului, el și Heidfeld și-au continuat forma pentru a înscrie 101 puncte, ceea ce i-a asigurat echipei locul doi în Campionatul Constructorilor, după descalificarea echipei McLaren. Heidfeld a marcat un alt podium la Marele Premiu al Ungariei și a obținut 61 de puncte față de cele 39 ale lui Kubica, în timp ce singura apariție a lui Vettel a adus un punct suplimentar.

### Sezonul din 2008
Pe 21 august 2007, BMW a i-a confirmat pe aceiași Heidfeld și Kubica pentru sezonul din 2008. Mașina lor din acest sezon, F1.08, a fost lansată oficial la München la BMW Welt pe 14 ianuarie 2008. A doua zi a debutat pe pista de la Valencia, cu Robert Kubica la volan. Directorul echipei Mario Theissen a stabilit ca țintă pentru acest sezon, prima victorie a echipei.

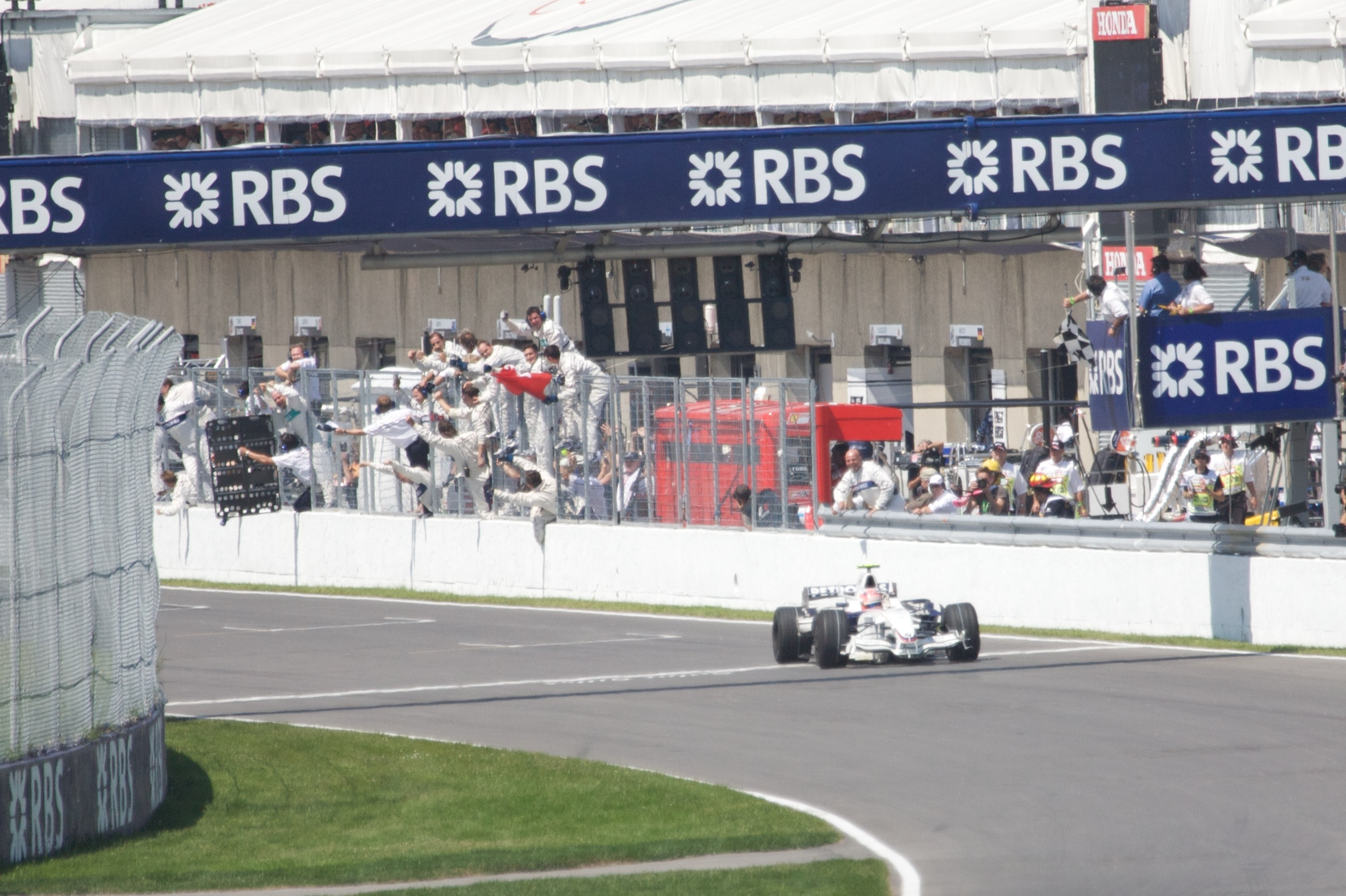
Robert Kubica a câștgat Marele Premiu al Canadei din, singura victorie a echipei.

BMW Sauber a început bine sezonul cu Kubica care a ratat pentru puțin primul său pole position, după o greșeală în principalul său tur de calificare de la Melbourne. Ulterior s-a retras după ce a fost lovit de Kazuki Nakajima, dar Heidfeld a terminat pe locul doi. Kubica a ocupat locul doi în Malaezia, cu Heidfeld pe locul 6 stabilind cel mai rapid tur al cursei. În Bahrain, Kubica a reușit primul său pole position din Formula 1 și primul pentru echipă, învingându-l pe Felipe Massa cu doar trei sutimi de secundă. Echipa a continuat pe locul 3 și 4 în cursă și a promovat pe primul loc în campionatul constructorilor pentru prima dată. De asemenea, echipa a obținut încă un loc doi în Marele Premiu al Principatului Monaco, cu Robert Kubica învingând ambele mașini Ferrari și terminând în spatele lui Lewis Hamilton cu trei secunde.
Prima victorie pentru echipă a venit în Marele Premiu al Canadei din 2008, echipa obținând o finalizare unu-doi, cu prima victorie a lui Robert Kubica și Nick Heidfeld ocupând locul doi. Victoria a venit după ce Lewis Hamilton s-a ciocnit cu Kimi Räikkönen la boxe, încheind cursa pentru ambii piloți. Kubica a fost pe o strategie de realimentare diferită față de Heidfeld, care a condus cursa pentru puțin timp înainte de a asigura o finalizare unu-doi pentru BMW Sauber în mod confortabil.
După victoria echipei, dezvoltarea mașinii a fost mutată pentru sezonul 2009, în care intră în joc noi reglementări. Acest lucru l-a enervat foarte  mult pe Kubica (care a condus campionatul după Marele Premiu al Canadei), deoarece a considerat că ar fi putut avea o șansă realistă de a lua cel puțin un titlu. Lipsa dezvoltării s-a reflectat printr-o scădere a formei pe parcursul celei de-a doua jumătăți a sezonului, determinând BMW să fie depășit de Renault, Toyota și chiar Toro Rosso (care a început sezonul ca una dintre cele mai lente mașini) până la sfârșitul sezonului. În ciuda acestui fapt, Kubica a rămas cu o șansă de a lua campionatul la piloți până la Marele Premiu al Chinei, a 17-a etapă din 18.
Acest sezon a marcat cea mai bună performanță a echipei, cât și a unui pilot din echipă. Robert Kubica a terminat pe locul 4 în Campionatul la piloți cu 75 de puncte, la egalitate cu Kimi Räikkönen, iar BMW Sauber a terminat pe locul 3 în Campionatul la Constructori cu 135 de puncte.

### Sezonul din 2009
După ce BMW i-a confirmat din nou ca piloți pe Kubica și Heidfeld, ei au anunțat că în acest sezon vor ataca titlul însă, începutul a fost o dezamăgire. Kubica ocupa locul 3 în cursa de deschidere când a intrat în coliziune cu Vettel în timp ce se lupta pentru locul 2 și a fost obligat să se retragă. Apoi, Heidfeld a asigurat primul podium al anului în Malaezia, dar după 6 curse, BMW Sauber a strâns doar 6 puncte și a ocupat locul 8 din 10 în Campionatul Constructorilor. O serie de îmbunătățiri au fost stabilite pentru Turcia, inclusiv un sistem de frânare regenerativ îmbunătățit (KERS) și un difuzor dublu. În timp ce noul difuzor a fost implementat, KERS nu a putut fi făcut pentru a se potrivi cu mașina nouă și ambii piloți au concurat fără dispozitiv. După sesiunea de calificare pentru Marele Premiu al Marii Britanii, Mario Theissen a anunțat că echipa a decis să oprească dezvoltarea KERS; pentru care BMW a fost unul dintre cei mai puternici susținători și a pus accentul pe îmbunătățirea aerodinamicii mașinii. Aceasta a lăsat Ferrari și McLaren ca fiind singurii utilizatori rămași ai sistemului KERS. În Marele Premiu al Europei de la Valencia, Robert Kubica a înscris primele puncte ale echipei de la cursa din Turcia.
În urma unei adunări a consiliului de administrație BMW din 28 iulie, compania a ținut o conferință de presă în dimineața următoare în care a confirmat retragerea echipei din Formula 1 la sfârșitul anului 2009. Președintele Norbert Reithofer a descris decizia ca fiind una strategică. Asociația de Echipe din Formula 1 a lansat o declarație în răspuns, făcându-și sprijinul pentru a ajuta echipa să rămână în F1.
La 15 septembrie 2009, a fost anunțat că BMW Sauber și-a asigurat un cumpărător, Qadbak Investments Limited, care spunea că reprezintă interesele europene și din Orientul Mijlociu. Totuși, Lotus Racing primise al 13-lea și ultimul loc în Campionatul din 2010. Echipa a primit ceea ce s-a numit a 14-a intrare care a fost legată fie de o altă echipă care ar fi renunțat, fie de toate celelalte echipe care ar fi acceptat să permită 28 de mașini să intre în Campionatul din 2010. Pe 22 noiembrie, ziarul elvețian SonntagsZeitung a dezvăluit că încercarea lui Qadbak de a cumpăra echipa a eșuat, întrucât nu avea fondurile necesare. Qadbak s-a dovedit a fi o companie de marfă fără active și niciun investitor în spatele acesteia. La 27 noiembrie 2009, a fost anunțat că Peter Sauber va răscumpăra echipa. Ulterior, FIA a acordat echipei Sauber o intrare pe 3 decembrie. Echipa a folosit motoare Ferrari în 2010.
În cele din urmă, BMW Sauber a terminat sezonul din 2009 cu 36 de puncte acumulate (la fel ca în primul ei sezon, 2006), și a terminat pe locul 6 în Campionatul Constructorilor. Cel mai bun rezultat al sezonului a fost locul 2 obținut în două ocazii, o dată de către Heidfeld în Malaezia și o dată de către Kubica în Brazilia. Pe parcursul a celor patru sezoane petrecute în Formula 1, echipa a participat în 70 de Mari Premii, a obținut o victorie (prin Kubica în Marele Premiu al Canadei din 2008), un pole position (tot prin Kubica în Marele Premiu al Bahrainului din 2008), 17 podiumuri, 2 tururi rapide și 352 de puncte. Odată cu retragerea BMW de la sfârșitul sezonului, aceștia au părăsit sportul după 10 ani consecutivi petrecuți în F1. De atunci, producătorul german nu a mai revenit.

## Palmares
| Legendă      | Legendă                                                |
| Culoare      | Rezultat                                               |
| ------------ | ------------------------------------------------------ |
| Auriu        | Câștigător                                             |
| Argintiu     | Locul 2                                                |
| Bronz        | Locul 3                                                |
| Verde        | Alte locuri care punctează                             |
| Albastru     | Alte locuri                                            |
| Albastru     | Nu s-a clasat, dar a terminat cursa (NC)               |
| Purpuriu     | A abandonat cursa (Ab)                                 |
| Negru        | Descalificat (DSC)                                     |
| Alb          | Nu a luat startul (NS)                                 |
| Roșu         | Nu s-a calificat (NSC)                                 |
| Fără culoare | Retras înainte de calificări (Ret)                     |
| Fără culoare | Exclus (EX)                                            |
| Fără culoare | Nu a participat (celulă goală)                         |
| Adnotare     | Însemnătate                                            |
| P            | Pole position                                          |
| R            | Cel mai rapid tur                                      |
| *            | Nu a terminat, dar a parcurs mai mult de 90% din cursă |

| Sezon | Șasiu            | Motor            | Pneu | Piloți             | 1   | 2   | 3   | 4   | 5   | 6   | 7   | 8   | 9   | 10  | 11  | 12  | 13  | 14  | 15  | 16  | 17  | 18  | Poz. | Pct. |
| ----- | ---------------- | ---------------- | ---- | ------------------ | --- | --- | --- | --- | --- | --- | --- | --- | --- | --- | --- | --- | --- | --- | --- | --- | --- | --- | ---- | ---- |
| 1952  | Spécial Eigenbau | BMW 328 2,0 L6   | E    |                    | SUI | 500 | BEL | FRA | GBR | DEU | NLD | ITA | N/A | —   | —   |     |     |     |     |     |     |     |      |      |
| 1952  | Spécial Eigenbau | BMW 328 2,0 L6   | E    | Marcel Balsa       |     |     |     |     |     | Ab  |     |     | N/A | —   | —   |     |     |     |     |     |     |     |      |      |
| 1952  | Spécial Eigenbau | BMW 328 2,0 L6   | E    | Günther Bechem     |     |     |     |     |     | Ab  |     |     | N/A | —   | —   |     |     |     |     |     |     |     |      |      |
| 1952  | Spécial Eigenbau | BMW 328 2,0 L6   | E    | Ernst Klodwig      |     |     |     |     |     | 12  |     |     | N/A | —   | —   |     |     |     |     |     |     |     |      |      |
| 1952  | Spécial Eigenbau | BMW 328 2,0 L6   | E    | Rudolf Krause      |     |     |     |     |     | Ab  |     |     | N/A | —   | —   |     |     |     |     |     |     |     |      |      |
| 1953  | Eigenbau         | BMW 328 2,0 L6   | D    |                    | ARG | 500 | NLD | BEL | FRA | GBR | DEU | SUI | ITA | N/A | —   | —   |     |     |     |     |     |     |      |      |
| 1953  | Eigenbau         | BMW 328 2,0 L6   | D    | Rudolf Krause      |     |     |     |     |     |     | 14  |     |     | N/A | —   | —   |     |     |     |     |     |     |      |      |
| 1953  | Eigenbau         | BMW 328 2,0 L6   | D    | Ernst Klodwig      |     |     |     |     |     |     | 15  |     |     | N/A | —   | —   |     |     |     |     |     |     |      |      |
| 2006  | F1.06            | BMW P86 2.4 V8   | M    |                    | BHR | MAL | AUS | SMR | EUR | ESP | MCO | GBR | CAN | USA | FRA | DEU | HUN | TUR | ITA | CHN | JPN | BRA | 5    | 36   |
| 2006  | F1.06            | BMW P86 2.4 V8   | M    | Nick Heidfeld      | 12  | Ab  | 4   | 13  | 10  | 8   | 7   | 7   | 7   | Ab  | 8   | Ab  | 3   | 14  | 8   | 7   | 8   | 17* | 5    | 36   |
| 2006  | F1.06            | BMW P86 2.4 V8   | M    | Jacques Villeneuve | Ab  | 7   | 6   | 12  | 8   | 12  | 14  | 8   | Ab  | Ab  | 11  | Ab  |     |     |     |     |     |     | 5    | 36   |
| 2006  | F1.06            | BMW P86 2.4 V8   | M    | Robert Kubica      |     |     |     |     |     |     |     |     |     |     |     |     | DSC | 12  | 3   | 13  | 9   | 9   | 5    | 36   |
| 2007  | F1.07            | BMW P86/7 2.4 V8 | B    |                    | AUS | MAL | BHR | ESP | MCO | CAN | USA | FRA | GBR | EUR | HUN | TUR | ITA | BEL | JPN | CHN | BRA | N/A | 2    | 101  |
| 2007  | F1.07            | BMW P86/7 2.4 V8 | B    | Nick Heidfeld      | 4   | 4   | 4   | Ab  | 6   | 2   | Ab  | 5   | 6   | 6   | 3   | 4   | 4   | 5   | 14* | 7   | 6   | N/A | 2    | 101  |
| 2007  | F1.07            | BMW P86/7 2.4 V8 | B    | Robert Kubica      | Ab  | 18  | 6   | 4   | 5   | Ab  |     | 4   | 4   | 7   | 5   | 8   | 5   | 9   | 7   | Ab  | 5   | N/A | 2    | 101  |
| 2007  | F1.07            | BMW P86/7 2.4 V8 | B    | Sebastian Vettel   |     |     |     |     |     |     | 8   |     |     |     |     |     |     |     |     |     |     | N/A | 2    | 101  |
| 2008  | F1.08            | BMW P86/8 2.4 V8 | B    |                    | AUS | MAL | BHR | ESP | TUR | MCO | CAN | FRA | GBR | DEU | HUN | EUR | BEL | ITA | SGP | JPN | CHN | BRA | 3    | 135  |
| 2008  | F1.08            | BMW P86/8 2.4 V8 | B    | Nick Heidfeld      | 2   | 6R  | 4   | 9   | 5   | 14  | 2   | 13  | 2   | 4R  | 10  | 9   | 2   | 5   | 6   | 9   | 5   | 10  | 3    | 135  |
| 2008  | F1.08            | BMW P86/8 2.4 V8 | B    | Robert Kubica      | Ab  | 2   | 3P  | 4   | 4   | 2   | 1   | 5   | Ab  | 7   | 8   | 3   | 6   | 3   | 11  | 2   | 6   | 11  | 3    | 135  |
| 2009  | F1.09            | BMW P86/9 2.4 V8 | B    |                    | AUS | MAL | CHN | BHR | ESP | MCO | TUR | GBR | DEU | HUN | EUR | BEL | ITA | SGP | JPN | BRA | ABU | N/A | 6    | 36   |
| 2009  | F1.09            | BMW P86/9 2.4 V8 | B    | Robert Kubica      | 14* | Ab  | 13  | 18  | 11  | Ab  | 7   | 13  | 14  | 13  | 8   | 4   | Ab  | 8   | 9   | 2   | 10  | N/A | 6    | 36   |
| 2009  | F1.09            | BMW P86/9 2.4 V8 | B    | Nick Heidfeld      | 10  | 2   | 12  | 19  | 7   | 11  | 11  | 15  | 10  | 11  | 11  | 5   | 7   | Ab  | 6   | Ab  | 5   | N/A | 6    | 36   |

## Palmares ca furnizor de motoare
| Constructor              | Sezoane    | Victorii | Prima victorie                     | Ultima victorie          | Pole-uri | Primul pole             | Ultimul pole                  |
| ------------------------ | ---------- | -------- | ---------------------------------- | ------------------------ | -------- | ----------------------- | ----------------------------- |
| Frazer Nash              | 1952       | 0        | -                                  | -                        | 0        | -                       | -                             |
| Ernst Klodwig            | 1952–1953  | 0        | -                                  | -                        | 0        | -                       | -                             |
| Rudolf Krause            | 1952       | 0        | -                                  | -                        | 0        | -                       | -                             |
| "Bernhard Nacke"         | 1952       | 0        | -                                  | -                        | 0        | -                       | -                             |
| Willi Krakau             | 1952       | 0        | -                                  | -                        | 0        | -                       | -                             |
| Marcel Balsa             | 1952       | 0        | -                                  | -                        | 0        | -                       | -                             |
| Dora Greifzu             | 1953       | 0        | -                                  | -                        | 0        | -                       | -                             |
| Hans Klenk               | 1954       | 0        | -                                  | -                        | 0        | -                       | -                             |
| Bayerische Motoren Werke | 1967–1969  | 0        | -                                  | -                        | 0        | -                       | -                             |
| Lola Racing Ltd          | 1967       | 0        | -                                  | -                        | 0        | -                       | -                             |
| Brabham                  | 1981–1987  | 8        | MP al Canadei din 1982             | MP al Franței din 1985   | 13       | MP al Austriei din 1982 | MP al Țărilor de Jos din 1985 |
| ATS                      | 1983–1984  | 0        | -                                  | -                        | 0        | -                       | -                             |
| Arrows                   | 1984–1988† | 0        | -                                  | -                        | 0        | -                       | -                             |
| Benetton                 | 1986       | 1        | MP al Mexicului din 1986           | MP al Mexicului din 1986 | 2        | MP al Austriei din 1986 | MP al Italiei din 1986        |
| Ligier                   | 1987†      | 0        | -                                  | -                        | 0        | -                       | -                             |
| Williams                 | 2000–2005  | 10       | MP al statului San Marino din 2001 | MP al Braziliei din 2004 | 17       | MP al Franței din 2001  | MP al Europei din 2005        |
| Total                    | 1952–2005  | 19       | MP al Canadei din 1982             | MP al Braziliei din 2004 | 32       | MP al Austriei din 1982 | MP al Europei din 2005        |

- Exclude echipa de uzină.

† Motoare BMW redenumite ca „Megatron” în 1987 și 1988.